# Nick Sandow
Nick Sandow (* 3. srpna 1966 Bronx, New York City, New York) je americký herec, scenárista, producent a režisér. Jeho nejznámější rolí je Joe Caputo v seriálu Holky za mřížemi.

## Životopis
Vyrostl v Bronxu. Ve svých 19 letech se přestěhoval na Manhattan, kde studoval na umělecké škole William Esper Studio a hrál v divadle.
Mnohokrát se objevil v hostujících rolích v seriálech jako Právo a pořádek, Třetí hlídka, Impérium – Mafie v Atlantic City a Spravedlnost v krvi. Jeho nejznámější rolí je Joe Caputo v seriálu Holky za mřížemi. Tato role měla být původně pouze vedlejší, ale v průběhu druhé série byla jeho dějová linka rozšířena a od třetí série patřil mezi hlavní postavy.
S režírováním začal v divadle, mimo Broadway. V roce 2015 napsal a režíroval film The Wannabe, kde si i zahrál.

## Filmografie

### Film
| Rok  | Název                                                  | Role                | Poznámky                  |
| ---- | ------------------------------------------------------ | ------------------- | ------------------------- |
| 1994 | Vraždící zbraň                                         | Earlův muž Max      |                           |
| 1996 | The Mouse                                              | Shamster            |                           |
| 1996 | Harlemský ring                                         | Lenny Bentini       |                           |
| 1997 | Na vlastní pěst                                        | Paul                |                           |
| 1997 | Grind                                                  | Lenny               |                           |
| 1997 | Láska na jednu noc                                     | lupič               |                           |
| 1998 | A Brooklyn State of Mind                               | Vincent Stanco      |                           |
| 1998 | Neohlížej se                                           | Goldie              |                           |
| 1998 | Come To                                                | Johnny              | krátký film               |
| 1998 | Poprava                                                | Ravitch             |                           |
| 1998 | Polibek                                                | Santiho muž         |                           |
| 1999 | Na útěku...                                            | Jack                |                           |
| 1999 | Uninvited                                              | Ed                  |                           |
| 2000 | The Day the Ponies Come Back                           | Joey                |                           |
| 2001 | Nebezpečné dluhy                                       | Henry Hill          | televizní film            |
| 2001 | Plán B                                                 | Tommy               |                           |
| 2001 | Dust                                                   | White Trash         |                           |
| 2001 | New Port South                                         | Armstrong           |                           |
| 2002 | Nebezpečná známost                                     | detektiv John Zabel |                           |
| 2004 | Connie a Carla                                         | Al                  |                           |
| 2005 | The Collection                                         | několik rolí        |                           |
| 2007 | Reportér v ringu                                       | Marciano            |                           |
| 2007 | The Lovebirds                                          | Lenny               |                           |
| 2007 | Oprah Winfrey Presents: Mitch Albom's For One More Day | vedoucí prodeje     | televizní film            |
| 2008 | Vdaná snoubenka                                        | Larry               |                           |
| 2008 | Good Old Days                                          | Dave                | krátký film               |
| 2009 | The Hungry Ghosts                                      | Gus                 |                           |
| 2009 | Snímek minulosti                                       | Jimmy               |                           |
| 2011 | Spratci na zabití                                      | důstojník Frank     |                           |
| 2012 | The Fitzgerald Family Christmas                        | Corey               |                           |
| 2012 | Two People He Never Saw                                | Eddie               | krátký film               |
| 2013 | The Cold Lands                                         | Foreman             |                           |
| 2013 | Promised Land                                          | Greg                | krátký film               |
| 2013 | Dead Travis In                                         | Travis              | krátký film               |
| 2013 | All Roads Lead                                         | Samuel Carter       |                           |
| 2014 | Zarra's Law                                            | Sal                 |                           |
| 2015 | Houses                                                 |                     | také producent            |
| 2015 | Meadowland                                             | Garza               |                           |
| 2015 | The Wannabe                                            | Anthony             | také režisér a scenárista |
| 2016 | Full Stop to an Infernal Planet                        | poručík McCauley    |                           |
| 2017 | Patti Cake$: Cesta za slávou                           | Ray                 |                           |
| 2018 | Cabaret Maxime                                         | Dominic             |                           |
| 2018 | Stella's Last Weekend                                  | Ron                 |                           |

### Televize
| Rok       | Název                                     | Role                   | Poznámky                            |
| --------- | ----------------------------------------- | ---------------------- | ----------------------------------- |
| 1992      | Právo a pořádek                           | důstojník Nelson       | díl: „Blood Is Thicker...“          |
| 1995–1996 | New York Undercover                       | Henry / White UNI      | 2 díly                              |
| 1996      | Právo a pořádek                           | Pete Pogosian          | díl: „Deadbeat“                     |
| 1996      | Směr jih                                  | Barry Pappas           | díl: „Body Language“                |
| 1999      | Právo a pořádek                           | Andy Grenada           | díl: „Hunters“                      |
| 2000–2002 | Třetí hlídka                              | Joe Lombardo           | 12 dílů                             |
| 2003      | Policie New York                          | Ray Wilentz            | díl: „Frickin' Fracker“             |
| 2003      | The Jury                                  | pan Krause             | díl: „Three Boys and a Gun“         |
| 2005      | Zákon a pořádek: Zločinné úmysly          | Det. Albert Kirkoff    | díl: „Unchained“                    |
| 2006      | Six Degrees                               | Louie                  | díl: „Pilot“                        |
| 2008      | New Amsterdam                             | Frank                  | díl: „Keep the Change“              |
| 2010      | Nemocnice Mercy                           | Scott's Dad            | díl: „I Did Kill You, Didn't I?“    |
| 2010      | Jak dobýt Ameriku                         | otec Dan               | 3 díly                              |
| 2005      | Zákon a pořádek: Zločinné úmysly          | Roydell Getty          | díl: „The Mobster Will See You Now“ |
| 2006      | Zákon a pořádek: Útvar pro zvláštní oběti | Doug Kersten           | díl: „Class“                        |
| 2010–2011 | Spravedlnost v krvi                       | poručík Alex Bello     | 4 díly                              |
| 2011      | Sestřička Jackie                          | Anthony Donovan        | díl: „Have You Met Mrs Jones?“      |
| 2011      | Kriminálka Miami                          | Larry Gramercy         | díl: „Crowned“                      |
| 2011–2012 | Impérium – Mafie v Atlantic City          | Waxey Gordon           | 3 díly                              |
| 2012      | Vzpomínky                                 | William „Bud“ Spence   | díl: „Butterfly Effect“             |
| 2013–2019 | Holky za mřížemi                          | Joe Caputo             | hlavní role, režíroval 3 díly       |
| 2015      | Zákon a pořádek: Útvar pro zvláštní oběti | detektiv Ted McCormack | díl: „Perverted Justice“            |

### Divadlo
- Halfway Home, divadlo St. Clements, New York, 1999
- Baptism By Fire, Studio Dante, New York City, 2004
- Henry Flamethrow, Studio Dante, New York City, 2005 (režie)